# Lorna Bennett
Lorna Bennett (née le 7 juin 1952 à Paroisse de Saint Elizabeth en Jamaïque) est une chanteuse de reggae, devenue avocate.

## Eléments biographiques
Née à St. Elizabeth, Bennett est allée à l'école à Kingston. Alors qu'elle était encore adolescente, elle a commencé à chanter dans un groupe, The Bare Essential Band, qui se produisait en boîte de nuit. Repérée par le musicien et producteur Geoffrey Chung, elle a eu la possibilité de procéder à des enregistrements. Elle a placé plusieurs fois les singles au top des classements jamaïcains au début des années 1970. Elle est notamment connue pour sa version reggae de Breakfast in Bed, un succès à la Jamaïque, mais aussi au Royaume-Uni et aux États-Unis,. Le titre est resté en tête des palmarès jamaïcains pendant six semaines. 
Elle a mis sa carrière musicale en veilleuse pendant qu'elle déménageait à La Barbade pour mener à bien des études de droit et obtenir son diplôme. Mais à son retour en 1974, elle a enregistré une chanson de Pluto Shervington Dancing to my Own Heartbeat. Puis elle a abandonné sa carrière musicale pour retourner à St. Elizabeth et ouvrir un cabinet juridique. Elle s'est marié avec un chanteur vincentais, Mike Ollivierre, et ils ont eu deux enfants, une fille LeeAnn et un garçon Oje. Celui-ci est également devenu un  chanteur de reggae jamaïcain sous le nom de scène de Protoje. Devenue avocate, elle a également co-managé le parcours artistique de son fils, et a défendu ses intérêts. Elle a tenté un nouveau retour sur scène au début des années 2000, mais n'a pas persévéré.